# NGC 88
NGC 88 là một thiên hà xoắn ốc có rào chắn thể hiện cấu trúc vòng trong nằm cách Trái Đất khoảng 160 triệu năm ánh sáng trong chòm sao Phượng Hoàng. NGC 88 đang tương tác với các thiên hà NGC 92, NGC 87 và NGC 89. Nó là một phần của một gia đình thiên hà có tên là Bộ tứ của Robert được nhà thiên văn học John Herschel khám phá vào những năm 1830.